# El Salvador i olympiska sommarspelen 2000
El Salvador deltog i de olympiska sommarspelen 2000 med en trupp bestående av åtta deltagare, fyra män och fyra kvinnor, men ingen av landets deltagare erövrade någon medalj.

## Bågskytte
| Herrarnas individuella |                               |                     |         |
|                        | Cristóbal Merlos (55:e plats) |                     |         |
| 16-delsfinal           | Förlorade mot                 | Victor Wunderle USA | 160-150 |

## Cykling
Damernas poänglopp
- Maureen Kaila Vergara
  - Poäng — 0 (→ 17:e plats)

## Friidrott
Herrarnas 100 meter
- Antonio Serpas
  - Omgång 1 — 10.63 (→ gick inte vidare, 64:e plats)

Damernas 20 kilometer gång
- Ivis Martínez
  - Final — 1:38:07 (→ 34:e plats)

## Judo
- Miguel Antonio Moreno